# 成福寺 (越前市)
成福寺（じょうふくじ）は、福井県越前市大虫町にある日蓮宗の寺。

## 歴史
正式名称は「大通山成福寺」。明応8年（1499年）に真言宗から日蓮宗に改宗した。初代住職の日成が京都から派遣された僧と3日3晩の問答を経て改宗したと伝えられている。
1904年（明治37年）に本堂と庫裡が焼失したが、檀家の努力と寄付によって1910年（明治43年）に本堂、さらに1915年（大正4年）に庫裡が再建された。戦前の梵鐘は太平洋戦争中の金属供出により失われ、1947年（昭和22年）に富山県高岡市で改めて鋳造された。
本堂には宝塔を中心に、左に釈迦如来像、右に多宝如来像を祀る。